# Thuli Brilliance Makama
Thuli Brilliance Makama ist eine Rechtsanwältin in Eswatini (Swasiland), die sich auf Umweltfragen spezialisiert hat. 2010 wurde sie mit dem Goldman Environmental Prize ausgezeichnet.
Thuli Brilliance Makama ist die einzige Anwältin, die sich in Eswatini auf Umweltfragen im öffentlichen Interesse spezialisiert hat. Dabei ist Eswatini die letzte absolute Monarchie in Afrika.
In einer dreijährigen juristischen Schlacht konnte Thuli Brilliance Makama erreichen, dass Nichtregierungsorganisationen in der Swaziland Environment Authority, der Instanz mit der Verantwortung für Umweltfragen, vertreten werden.

„Wir wollen, dass die Menschen bei der Führung und Nutzung von Humanressourcen mitreden können.“

Dieser juristische Erfolg ist der Hauptgrund für die Nominierung für den Goldman Environmental Prize. In Eswatini ist Thuli Brilliance Makama aber eher bekannt für ihre Kritik an privaten Wildreservaten und an der willkürlichen Ermordung von mutmaßlichen Wilderern, welche im Umfeld leben. Während die Hälfte der Bevölkerung in Armut lebt, ohne angemessene Nahrung und Trinkwasser, hat sich das Königreich Eswatini international zu einem beliebten Ziel für Safaris und Trophäenjagd entwickelt. Die Wildparks von Eswatini, allen voran der Hlane-Royal-Nationalpark, werden nicht von der Regierung kontrolliert, sondern, aufgrund einer Konzession, welche vom König vergeben wurde, von einer privaten Gesellschaft, Big Game Parks. Seit 1997 genießen die Ranger Immunität gegenüber der Strafverfolgung, solange sie zum „Schutz des Wildes“ vor mutmaßlichen Wilderern handeln. Das heißt, sie dürfen sie sogar töten.
Die lokalen Gemeinschaften, von denen viele von ihrem Land vertrieben wurden, um die Erweiterung der Parks zu ermöglichen, haben sich über die steigende Zahl von Menschen beschwert, die wegen angeblicher Wilderei erschossen werden.
Thuli Brilliance Makama bestätigt, dass seit 1997 etwa fünfzig Menschen, die unter Schwierigkeiten am Rande der Reservate leben, von den Wachen von Big Game Parks getötet wurden. Sie reichte eine Klage gegen die Firma ein und verteidigte die getöteten Anwohner:

„Es sind nur Jäger und Sammler, die das zum Überleben brauchen. Menschen werden getötet, weil sie eine Antilope gejagt haben.“

. Paradoxerweise wird so eine Umweltpreisträgerin zur Verteidigerin von Wilderern.